# Schönholz-Neuwerder
Schönholz-Neuwerder ist seit dem 31. Dezember 2002 ein Ortsteil der durch Fusion entstandenen Gemeinde Gollenberg, zugehörig zum Amt Rhinow im Nordwesten des Landkreises Havelland in Brandenburg.

## Lage
Schönholz-Neuwerder liegt im östlichen Teil der Gemeinde Gollenberg und setzt sich aus den namensgebenden Wohnplätzen Schönholz und Neuwerder sowie Ohnewitz zusammen. Der Ortsteil grenzt im Norden an die Gemeinde Dreetz, im Osten an Kleßen und im Süden an die Gemeinde Seeblick. Westlich grenzt der Ortsteil Stölln an.

## Geschichte

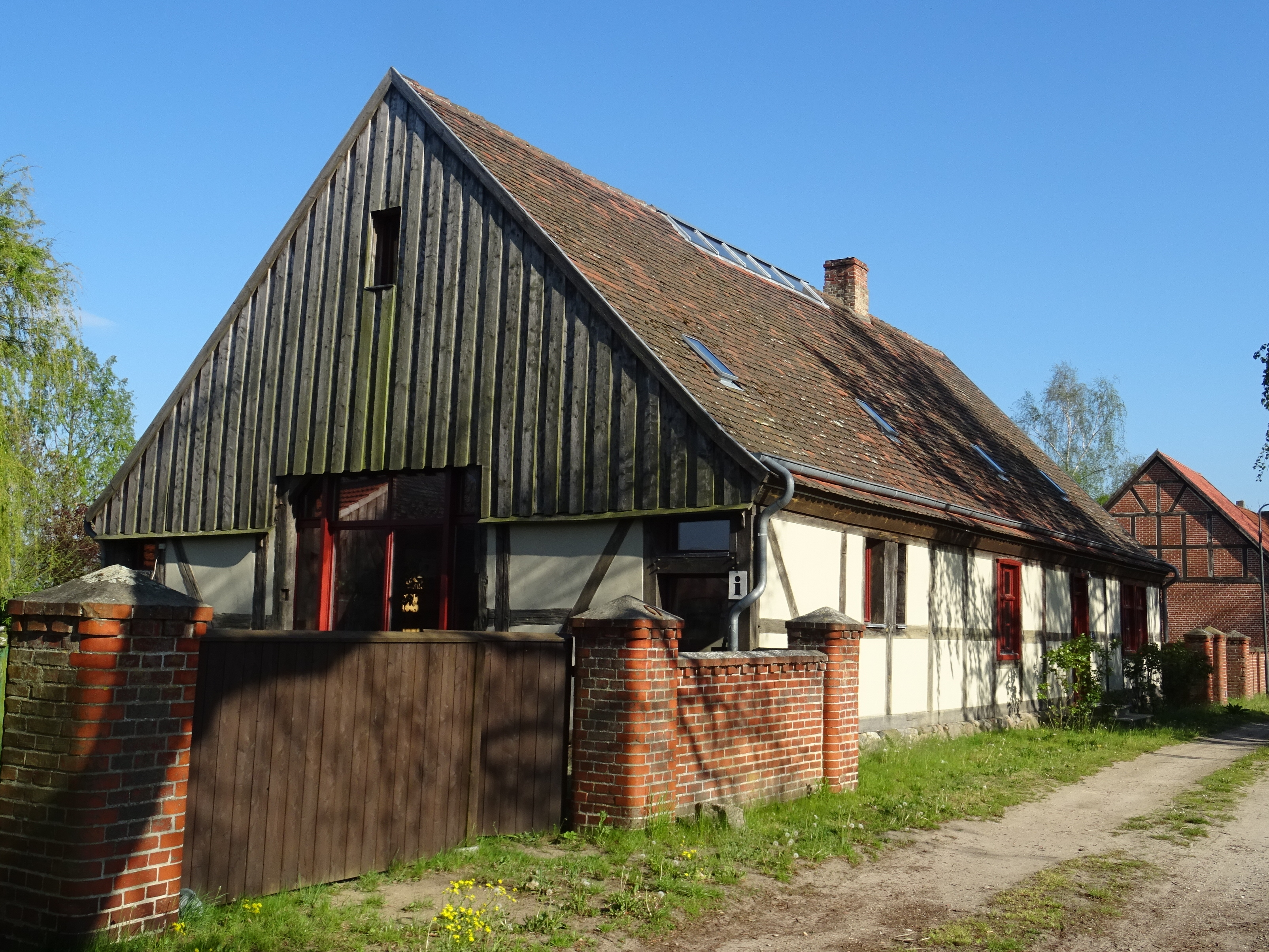
Denkmalgeschütztes Kolonistenhaus

In den 1780er-Jahren wurde auf Befehl von König Friedrich II. mit der Melioration des Rhinluchs begonnen und im Zuge dessen die Kolonie Neuwerder gegründet, die wohl zunächst von holländischen Siedlern bewohnt wurde. Aus der Gründungszeit ist in Neuwerder beispielsweise noch ein inzwischen denkmalgeschütztes, in Fachwerkbauweise errichtetes Wohnstallhaus erhalten. Schönholz und Neuwerder waren eigenständige Gemeinden im Landkreis Westhavelland, bis zur Eingemeindung der Gemeinde Schönholz nach Neuwerder im Jahr 1931.
Seit dem 31. Dezember 2002 ist Schönholz-Neuwerder ein Ortsteil der durch Fusion mit Stölln entstandenen Gemeinde Gollenberg im Landkreis Havelland.

## Infrastruktur
Durch den Ortsteil verläuft die Landesstraße L17, an der die Wohnplätze Ohnewitz und Neuwerder liegen. Die Buslinie 687 der Havelbus-Verkehrsgesellschaft verkehrt in der Regel von Rathenow nach Friesack mit Halt an allen Wohnplätzen. In etwa 21 Kilometern Entfernung befindet sich der Bahnhof Neustadt (Dosse), in etwa 15 Kilometern Entfernung der Bahnhof Friesack (Mark). Beide Bahnhöfe werden von der Regional-Express-Linie RE 2 bedient, die auf der Strecke von Wismar über Berlin nach Cottbus verkehrt.